# 长角蛇根草
长角蛇根草（学名：Ophiorrhiza longicornis）为茜草科蛇根草属的植物，其种加词“longicornis ”意为“长角的”。中国特有植物。分布于中国大陆的广西等地，一般生于林下，目前尚未由人工引种栽培。